# لئونید دسیاتنیکف
لئونید آرکادیوویچ دسیاتنیکف (روسی: Леони́д Арка́дьевич Деся́тников؛ زادهٔ ۱۶ اکتبر ۱۹۵۵) آهنگساز اهل روسیه است که آثار فراوانی از خود به جای گذاشته است.
از فیلم‌ها یا برنامه‌های تلویزیونی که وی در آن نقش داشته است، می‌توان به ون گوگ‌ها اشاره کرد.
او دانش‌آموختهٔ کنسرواتوار سن پترزبورگ است و تاکنون بابت آثارش، برندهٔ جوایز گوناگونی شده است که از آن میان می‌توان به «جایزهٔ بزرگ» و «جایزهٔ برهٔ زرین» در «چهارمین جشنوارهٔ بین‌المللی موسیقی فیلم» در بن، بابت فیلم سینمایی «مسکو» (۲۰۰۰) و «جایزهٔ ویژه» جشنوارهٔ «پنجره‌ای به سینمای اروپا» در ویبورگ شد. وی در سال ۲۰۰۳ نشان «هنرمند شایسته فدراسیون روسیه» و در سال ۲۰۰۴ برندهٔ «جایزه دولتی فدراسیون روسیه» شد.